# Helfrichs Schwertgrundel
Helfrichs Schwertgrundel (Nemateleotris helfrichi) ist eine Art aus der Familie Grundeln. Sie lebt im westlichen, tropischen Pazifik von den Ryūkyū-Inseln über Palau bis Tuamotu und Samoa, in Tiefen von 25 bis 90 Metern an Riffhängen und an der Basis von Außenriffen über Sand-, Fels- und Geröllböden. Sie bevorzugen tieferes Wasser als ihre Verwandten und werden nur selten oberhalb von 40 Metern gesehen.
Die Fische werden sechs Zentimeter lang und haben einen langgestreckten Körper mit einer langen zweigeteilten Rückenflosse und einer langen Afterflosse. Die vorderen Strahlen der ersten Rückenflosse sind fahnenartig verlängert. 
Flossenformel: Dorsale 1 VI, Dorsale 2 I/29–31, Anale I/26–28.
Helfrichs Schwertgrundeln leben paarweise und sind monogam. Meistens stehen sie einige Meter über dem Boden in der Strömung und fangen ihre aus Zooplankton, besonders aus Krebslarven und Copepoden bestehende Nahrung. Bei Gefahr ziehen sich die Tiere blitzschnell in eine Höhle zurück.
Wie die beiden anderen Angehörigen der Gattung Nemateleotris wird Helfrichs Schwertgrundel zum Zweck der Aquarienhaltung gefangen. Im Aquarium sind die Fische scheu und sollten nicht mit lebhaften größeren Fischen zusammen gehalten werden. Von einer größeren Gruppe bleibt nach einiger Zeit nur ein Paar übrig. Helfrichs Schwertgrundeln sind kurzlebig und werden nur zwei bis drei Jahre alt.